# Leichtathletik-Weltmeisterschaften 2022/Teilnehmer (Bolivien)
| Goldmedaillen | Silbermedaillen | Bronzemedaillen |
| ------------- | --------------- | --------------- |
| —             | —               | —               |

Bolivien nahm an den Leichtathletik-Weltmeisterschaften 2022 in Eugene teil. Zwei Athletinnen und ein Athlet wurden vom bolivianischen Verband nominiert.

## Ergebnisse

### Männer

#### Laufdisziplinen
| Athlet         | Disziplin | Finale    | Finale |
| Athlet         | Disziplin | Zeit      | Platz  |
| -------------- | --------- | --------- | ------ |
| Héctor Garibay | Marathon  | 2:12:44 h | 36     |

### Frauen

#### Laufdisziplinen
| Athletin       | Disziplin   | Finale       | Finale |
| Athletin       | Disziplin   | Zeit         | Platz  |
| -------------- | ----------- | ------------ | ------ |
| Ángela Castro  | 20 km Gehen | 1:36:52 h SB | 27     |
| Jaaneth Mamani | 35 km Gehen | 3:07:16 h PB | 33     |